# Charley Patton
Charley Patton (født ca. 1885, død 28. april 1934) er blevet betegnet som grundlægger af Delta blues, men han er blot en af flere omvandrende musikere, som inspirerede hinanden inden for det relativt begrænsede område. Hans første indspilninger for et pladeselskab fandt sted hos Paramount i Grafton i juni 1929 og maj 1930. Den først frigivne var Pony blues, som senere blev en klassiker for bluesentusiaster. Selv om han normalt omtales som bluesmusiker, havde han på sine turneer et meget bredt repertoire, som gav ham ry for at være entertainer.

## Biografi
Patton blev født i en lille by i Mississippi-deltaet. Flere årstal er nævnt for hans fødsel, både 1881, 1885, 1887 og 1891 fremgår således af forskellige kilder. Pattons biologiske forældre er der heller ikke sikkerhed om. Officielt var Bill og Annie Patton hans forældre, men han blev anset for at være søn af en tidligere slave Henderson Chatmon, som også havde andre børn, der blev udøvende bluesmusikere. Hans lyse hud har givet anledning til spekulationer om, hvorvidt han var en blanding af hvid, sort og Cherokee.  I "Down the Dirt Road Blues", synger Patton om det reservat for Cherokeer, som blev en del af Oklahoma i 1907, hvilket har bidraget til teorierne om hans oprindelse.
I 1897 flyttede hans familie 160 km  nordpå til en bomuldsplantage nær Ruleville Mississippi. Det var her, at Patton udviklede sin musikalske stil, som var påvirket af Henry Sloan, som havde en ny, usædvanlig spillestil, som senere er blevet betegnet som en tidlig form for blues. I dette område blev han en slags mentor for en række yngre musikere, såsom Tommy Johnson, Fiddlin' Joe Martin, Robert Johnson og Howlin' Wolf, der også var omvandrende musikere i deltaet. Han blev i løbet af 1920'erne kendt udenfor Deltaet, blandt andet med årlige koncerter i Chicago, hvilket resulterede i, at han opnåede en pladekontrakt i 1928.